# Javier Fernández Fernández

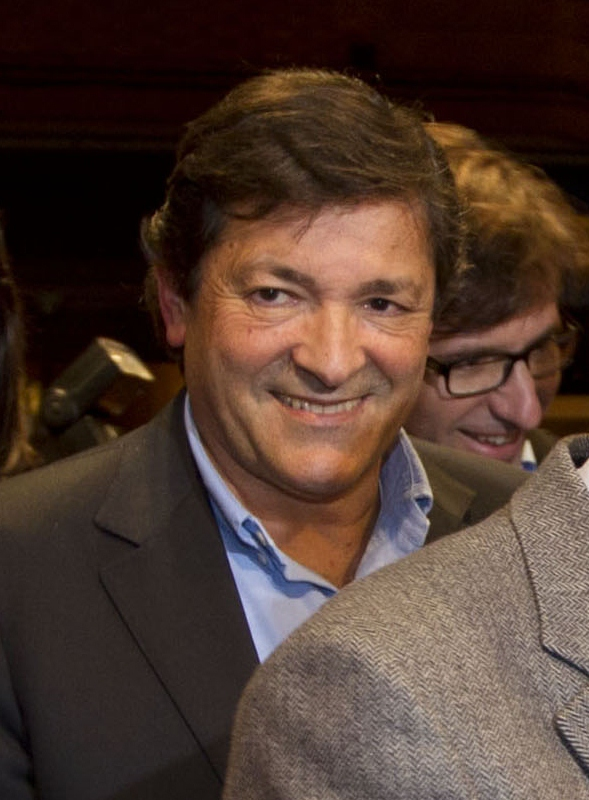
Javier Fernández (2012)

Javier Fernández Fernández (* 7. Januar 1948 in Mieres) ist ein spanischer Politiker der sozialdemokratischen PSOE. Er ist seit dem 26. Mai 2012 Ministerpräsident der Region Asturien. Seit dem 1. Oktober 2016 ist er außerdem Vorsitzender der „geschäftsführenden Kommission“ (comisión gestora), die nach dem Rücktritt des Parteivorstands und des Generalsekretärs Pedro Sánchez kommissarisch die PSOE leitet.

## Biographie
Javier Fernández wurde 1948 in der asturianischen Bergbaustadt Mieres geboren. Nach dem Abitur studierte er in Oviedo Bergbauingenieurwesen. Ab 1978 führte er mit zwei Kollegen ein Ingenieurbüro, bevor er 1984 in die staatliche Bergbauverwaltung wechselte, in der er auch weiter tätig blieb als sie 1987 im Zuge der Dezentralisierung von der Zuständigkeit des spanischen Staats in die der Region Asturien überging. Von 1991 bis 1995 war er im Regionalministerium Abteilungsleiter für Bergbau.

## Politische Laufbahn
Fernández trat 1987 in die PSOE ein. Von 1996 bis 1999 war er Mitglied des spanischen Abgeordnetenhauses. Als die PSOE 1999 in Asturien an die Regierung kam, wurde er Regionalminister für Industrie, Handel und Tourismus.
Im November 2000 übernahm er den Posten des Generalsekretärs der asturianischen PSOE, worauf er den Ministerposten aufgab. Von 2003 bis 2012 war er einer der Vertreter der Region Asturien im spanischen Senat und seit 2007 auch Abgeordneter des Regionalparlaments von Asturien.
Bei den Regionalwahlen 2011 und den vorgezogenen Regionalwahlen 2012 war er Spitzenkandidat der asturianischen PSOE. Am 23. Mai 2012 wurde er vom Regionalparlament zum Ministerpräsidenten der Region gewählt. Diesen Posten konnte er auch nach der Regionalwahl 2015 behaupten.
Nach dem schlechten Abschneiden der PSOE bei den spanischen Parlamentswahlen vom 26. Juni 2016 und den Regionalwahlen im Baskenland und in Galicien vom 25. September 2016 kam es in der Partei zu einer schweren Führungskrise. Zunächst traten 17 mit dem Kurs des Generalsekretärs Pedro Sánchez unzufriedene Mitglieder des Parteivorstands zurück und nach einer Abstimmungsniederlage im Parteirat (comité federal) erklärte auch Sánchez selbst am 1. Oktober 2016 seinen Rücktritt. Bis zum einzuberufenden nächsten Parteitag wird die PSOE von einer zehnköpfigen „geschäftsführenden Kommission“ (comisión gestora) geleitet. Zu ihrem Vorsitzenden wurde Javier Fernández bestimmt.